# Herbert Molwitz

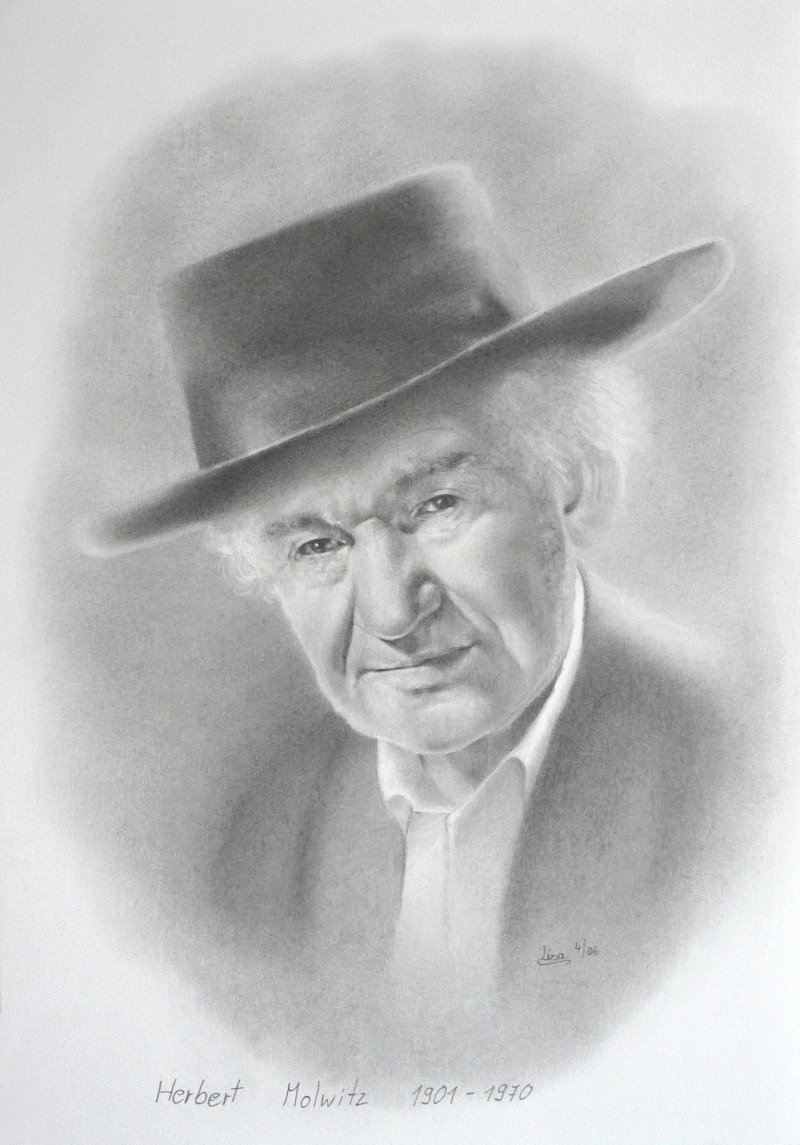
Herbert Molwitz, Porträt von Elisabeth Bauer

Herbert Molwitz (* 11. Januar 1901 in Blankenhain; † 30. April 1970 in Tirschenreuth) war ein deutscher Kupferstecher und Radierer.
In seinen Werken beschäftigte der Künstler sich vor allem mit Motiven aus seiner Wahlheimat Oberpfalz. Pflanzendarstellungen, insbesondere von Bäumen, Gräsern, Blumen und sogenannten Unkräutern, für deren detailgenaue Darstellung er berühmt wurde, sowie Orts- und Landschaftspanoramen hatten es ihm besonders angetan.

## Biografie
Molwitz kam im Alter von zwölf Jahren mit seinen Eltern nach Mitterteich, sein Vater hatte dort eine Anstellung als Direktor der Porzellanfabrik. Auch Herbert Molwitz arbeitete in der Porzellanfabrik, legte dort ein Volontariat ab und studierte anschließend Chemie in Würzburg und München. Bald entdeckte Molwitz sein künstlerisches Talent, erste Zeichnungen stammen aus den Jahren 1924 bis 1925. In diese Zeit fallen auch zwei Studienreisen, die Herbert Molwitz erst in die Schweiz und dann nach Italien führten, zuerst in die Toskana, dann nach Florenz und schließlich nach Rom. Von Rom aus zog es Molwitz über die Sabiner Berge in die Künstlerkolonie Anticoli Corrado, wo er unter dem Einfluss des Malers Edward Bruce die Technik des Kupferstechens entdeckte. Nach seinem Aufenthalt in Italien beschloss Molwitz, sich ganz der Kunst zu widmen. So begann er mit Studien bei Alexander Olbricht an der Hochschule für bildende Kunst in Weimar, die er aber bald aufgab, weil sie nicht seinen Vorstellungen entsprachen. Wertvoller war für Molwitz das Archiv des Weimarer Juristen und Kunstsammlers Alfred Bogenhard, welches ihm eine Fülle von Anschauungs- und Studienmaterial bot. In dieser Zeit entdeckte Molwitz die Kunst des späten Mittelalters als Vorbild für sein Schaffen. Weitere Studienreisen in die Schweiz, nach Österreich, Ungarn und nach Italien schlossen sich an. 1932 schuf Molwitz die Topographie der Oberpfalz mit über 100 Radierungen und Zeichnungen von Bauwerken und charakteristischen Orten seiner Heimat, der er sich sehr verbunden fühlte. In der Zeit des Nationalsozialismus war er kontinuierlich von 1937 bis 1944 Teilnehmer bei der Großen Deutschen Kunstausstellung im Haus der Deutschen Kunst in München vertreten.
Herbert Molwitz ist in Mitterteich begraben, wo er von 1913 bis 1957 lebte.

## Auszeichnungen
Herbert Molwitz erhielt 1962 für sein Gesamtwerk den Nordgau-Kulturpreis der Stadt Amberg in der Kategorie „Bildende Kunst“.